# شپیندلروف ملین
شپیندلروف ملین (به چکی: Špindlerův Mlýn) یک منطقهٔ مسکونی و شهرستان دارای شهرک سابقاً روستا در جمهوری چک است که در منطقه تروتنوف واقع شده‌است. شپیندلروف ملین ۱٬۳۹۳ نفر جمعیت دارد.